# 大きい1年生と小さな2年生
『大きい1年生と小さな2年生』（おおきいいちねんせいとちいさなにねんせい）は、古田足日の児童文学作品である。1970年に偕成社から出版された。挿絵は中山正美が担当した。舞台は原作者の古田が実際に在住していた東京都東久留米市としている。
日本国内での累計発行部数は2010年10月現在で136万部。小学校の国語の教科書にも掲載された。
2014年にアニメ映画化された。
テレビでは読売テレビにて放送された。

## あらすじ
身体は大きいけれど気が弱い小学1年生の男子・まさやと、逆に小さいけど気の強い小学2年生の女子・あきよ。いつも通学路ではカラスが舞う暗がりな坂道を怖がるまさやのために、あきよは手をつないで歩いてくれた。そんな彼女を頼もしく思うまさやだったが、ある日まさやはいつもと違って泣いているあきよの姿を見てしまう。彼女が好きだというホタルブクロの花を摘んで持ってきたところ、絡んできた上級生に踏みにじられてしまったのだ。まさやはあきよを元気付けようと勇気を振り絞り、ホタルブクロの花が数多く咲いているという「一本杉の森」へ行く事を決心する。

## アニメ映画
アニメミライ2014出品作として、2014年3月1日に公開。監督は『ドラえもん』の長編映画シリーズや『宇宙兄弟』などを手がけた渡辺歩。渡辺は幼い頃読んだ原作に感動し、「いつかアニメ化したい」と考えていたという。本作は渡辺に加え、キャラクターデザインが渡辺と共に『ドラえもん』などを手掛けてきた金子志津枝、プロデューサーは外﨑真 というメンバーに加え、アニメーション制作にA-1 Picturesと『宇宙兄弟』のメインスタッフが中心となっている。また、挿入曲としてアントニン・ドヴォルザークの『ユーモレスク変ト長調』が使用されており、作中の随所で流れる。

### スタッフ
- 原作 - 古田足日「大きい1年生と小さな2年生」（偕成社刊）
- 脚本 - 高木漢
- 演出 - 江崎慎平
- キャラクターデザイン - 金子志津枝
- 美術監督 - 加藤浩、保木いずみ
- 音楽 - 片山修志（Team-MAX）
- 音響監督 - 亀山俊樹
- 撮影監督 - 佐久間悠也
- 編集 - 後藤正浩
- 監督 - 渡辺歩
- 作画監督 - 松井啓一郎
- 作画監督補佐 - 渡辺浩二
- 中堅原画 - 植田華菜子、板垣彰子
- 若手原画 - 上原史之、川尻健太郎、田津奈々子、藤裕子、長尾祐希子、湯川敦之
- 動画検査 - 寺田眞佐子
- 動画検査補佐 - 松村舞子
- 作画補佐 - 薮本和彦、田中千恵、山本真夕子、井上高宏
- 色彩設計・色指定検査 - 吉村智恵
- 美術設定 - 加藤浩、米川信悟、梶原崇教
- 編集助手 - 下田由希乃
- 音楽制作 - ROCKMAN Inc.
- 音響効果 - 武藤晶子（サウンドボックス）
- 企画 - 上田益朗
- 製作 - 落越友則
- 制作デスク - 米沢圭亮
- 設定制作 - 稲垣豪
- 制作進行 - 平田拓也
- プロデューサー - 外﨑真
- 制作 - A-1 Pictures

### キャスト
- まさや - 田村睦心
- あきよ - 矢島晶子
- まりこ - 久野美咲
- まさやの母 - 平松晶子
- 先生 - 大福弓子
- 隣の女の子 - 鈴木絵理
- 四年生 - 高橋美佳子
- 三年生A - アサコ
- 三年生B - 三瓶由布子
- 農家のおばさん - 丸山裕子
- 怪しいおじさん - 矢野正明
- クラスメイト - 富田沙織
- クラスメイト - 宮津めぐみ
- クラスメイト - 田代神奈

### 放送局
| 放送地域   | 放送局     | 放送期間      | 放送日時           | 備考    |
| ---------- | ---------- | ------------- | ------------------ | ------- |
| 近畿広域圏 | 読売テレビ | 2014年3月31日 | 月曜 28:28 - 28:58 | MANPA内 |